# Conrad Hinrich Donner (Gutsbesitzer)
Conrad Hinrich Freiherr von Donner (* 7. Oktober 1876 in Altona; † 21. März 1937 in Hamburg-Eppendorf) war ein deutscher Gutsbesitzer.

## Leben und Wirken
Conrad Hinrich Donner war der einzige Sohn eines gleichnamigen Bankiers und dessen Ehefrau Bodild Mimi Gräfin von Holstein-Holsteinborg (* 5. Juni 1852 in Holsteinborg auf Seeland; † 9. Juli 1927 in Lehmkuhlen bei Preetz). Er besuchte ein Gymnasium in Doberan. Danach studierte er Jura an Universitäten in Lausanne, Oxford und Kiel und schloss das Studium mit dem Referendarexamen ab. Anschließend diente er als Offizier bei den Leibgardehusaren in Potsdam und schied dort 1907 als Rittmeister aus.
1908/09 nahm Donner an einer Expedition nach Ostafrika teil. Gemeinsam mit zwei Freunden wanderte er von Nairobi durch das nordwestliche Kenia, das nördliche Uganda, dem Oberen Nil folgend durch den Süd-Sudan nach Karthum. Nach dem Tod seines Vaters wurde Donner stiller Teilhaber des von seinem Vater hinterlassenen Bankhauses Conrad Hinrich Donner. Die Geschäftsführung übernahm sein Onkel Richard Henry Donner. Als Erbe erhielt er einen großen Landbesitz. Dieser bestand aus dem Fideikommiss Bredeneek und Rethwisch, Lehmkuhlen und den Meierhöfen Christiansruh, Hohenhütten, Trenthorst und Marienwarder, die eine Fläche von 3100 Hektar umfassten. Hinzu kam Conradsruh in Westfalen mit einer Fläche von ungefähr 2000 Hektar. 

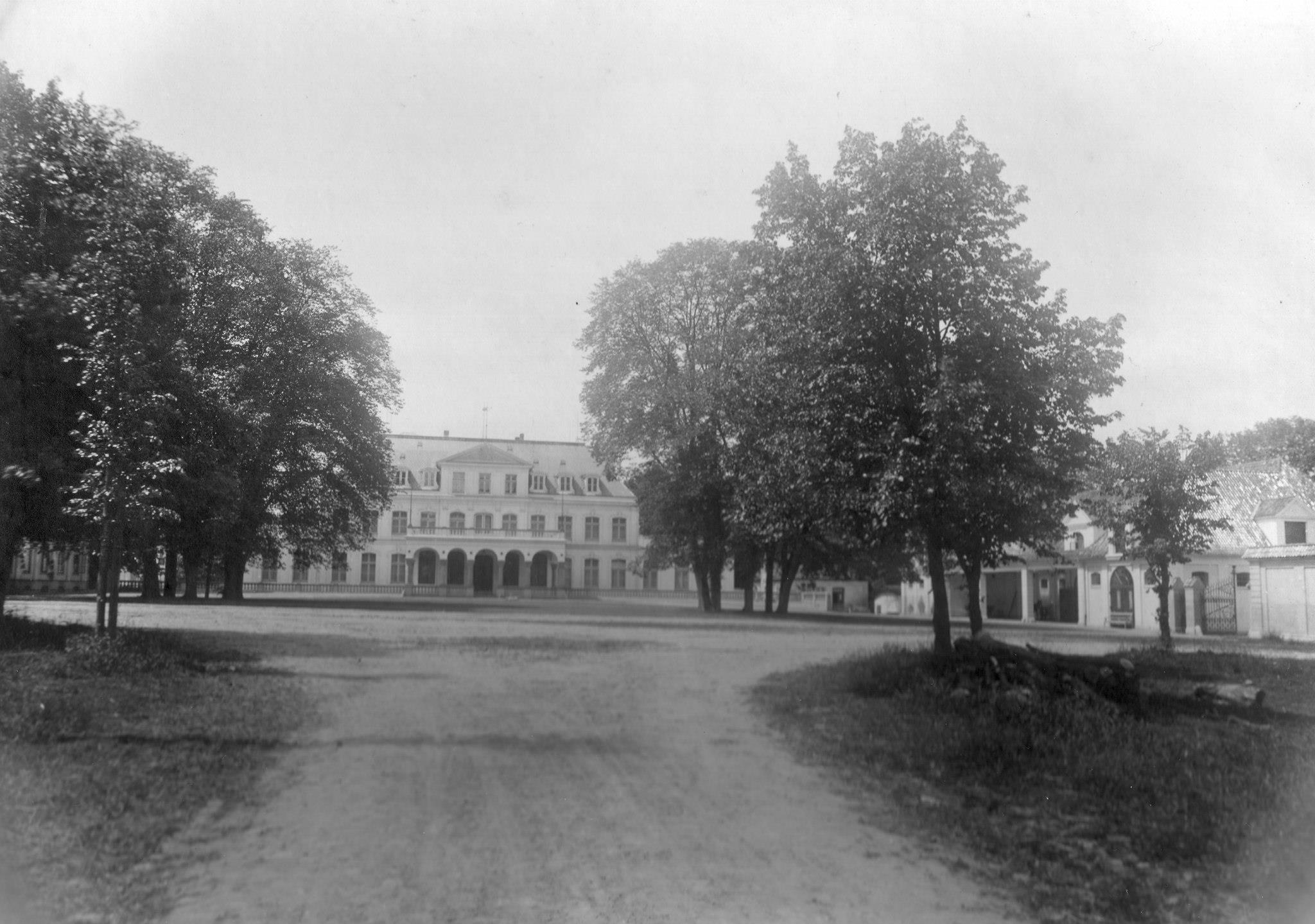
Herrenhaus Lehmkuhlen (um 1910)

Lehmkuhlen hatte er bereits 1910 übernommen und wählte dieses als ständigen Wohnsitz. Das dortige Herrenhaus aus dem 18. Jahrhundert ließ er erweitern. Es existierte bis 1975.
Am 7. Dezember 1910 heiratete Donner in Bothkamp Agnes Fanny Adolfine von Bülow (* 8. September 1888 in Eckernförde; † 13. Oktober 1962 in Kiel). Sie war eine Tochter von Cai von Bülow (1851–1910) auf Bothkamp und dessen Ehefrau Elisabeth, geborene Gräfin von Holstein-Waterneverstorf (1854–1938). Das Ehepaar Donner hatte drei Töchter und zwei Söhne.

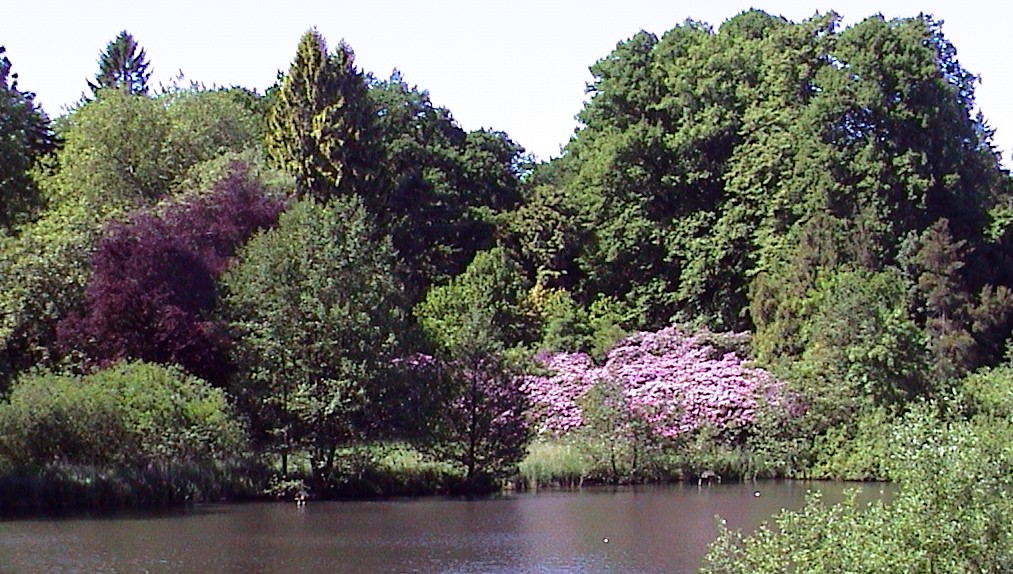
Arboretum Lehmkuhlen

Ab 1911 ließ Donner auf Lehmkuhlen den Park erweitern und ein Arboretum anlegen. Damit sollten ausländische Flora und Faune in der Region heimisch werden. In der Frühphase des Ersten Weltkriegs erlitt er eine Verletzung und galt daher als kriegsuntauglich. Somit konnte er sich seinen dendrologischen und tierzüchterischen Interessen widmen. In dem Lehmkuhlener Park kultivierte er subtropische und polare Baum- und Strauchgewächse und alle in Norddeutschland existierenden Laubhölzer, Lärchen und Koniferen. Das Areal des Gutes Conradsruh umfasste 2000 Hektar Wald. Im Arnsberger Wald gatterte er rund 800 Hektar ein. Mit Hilfe von Carl Hagenbeck züchtete er hier seltene Wildtiere. Am besten gelang die Haltung von Sikahirschen aus Japan.
1919 veräußerte Donner den Meierhof Trenthorst an den Firmenteilhaber Hans W. Julius Peter. 1928 erwarb eine Papierfabrik das Anwesen Conradsruh. Von diesen Einnahmen kaufte Donner ein Rittergut in Pessin im Westhavelland sowie die Farm Simba in Tanganjika. Dort kreuzte er heimisches Vieh mit von ihm eingebrachten Angeliter Kühen und gründete eine vielbeachtete Molkerei.